# Tomb kings
Tomb Kings er et af de 15 hold i strategispillet Warhammer. Holdet består bl.a. af skeletkrigere, hestevogne og magikere baseret på det gamle Egypten. Tomb Kings oversættes direkte til Gravkonger, refererende til de egyptiske faraoer

## Historie
Da de i The Empire stadig boede i lerhuse, var ørkenlandene mod syd højt udviklede, og kongerne i riget(Tomb Kings) havde gigantisk magt. Den største af dem alle hed Settra. Han var den mægtigste af dem alle, han udvidede grænserne for landet og tog alle de mindre konger under hans kontrol, han frygtede intet, bortset fra døden. Han vidste at det var det eneste som kunne stoppe ham, så derfor beordrede han sine præste til at finde at måde så han kunne få evigt liv. Men selvom præsterne gjorde alt hvad de kunne, fandt de ikke en løsning, Settra døde af alderdom, men præsterne lovede ham på dødslejet at de ville finde en måde at gøre ham levende på igen. Der blev kastet mange besværgelser over Settra's krop, så den ville kunne holde sig i den gigantiske pyramide han blev begravet i. Årene gik, og der kom mange konger efter Settram, de ville alle have evigt liv, og blev balsameret så deres kroppe ville holde sig, Når en konge døde i krig, men hæren sejrede, drog hæren igennem byen i et gigantisk serjsoptog mens de bar den døde konge til sit gravmonument. Der tog de ham ind i pyramiden, og døren blev forseglet mens de stod der inde, så de ville kunne genoplives sammen med deres konge. Årene gik, og landet blev til De Dødes Land, hvor gravmonumenterne skyggede over de levendes huse. Dette fortsatte indtil præsten Nagash kom til magten, han udløste en gigantisk besværgelse som lagde hele landet øde, og derefter genoplivede de som skeletregimenter.

## Specialregler
Tomb King hæren bliver holdt ved lige af en Liche Priests magi, den stærkeste Liche Priest i hæren vil altid overtage stillingen som Hierophant. Skulle hierophanten falde, vil hæren langsomt begynde at falde sammen, og skeleterne dør efterhånden. 
Undead Hele Tomb Kings hæren består af undeaths, dette har både fordele og ulemper. 
Undeads er immune overfor Psykologi.
Undeads kan ikke foretage March. 
Undeads kan ikke vælge at flygte. 
Undeads har Fear. Selv de modiste krigere kan blive bange når de møder en hær af skelet krigere. Hvis et regiment bliver stormet, eller vil storme et regiment med Fear, kan de ske at de nægter, eller måske enddag vender ryggen til og flygter. Hvis de vinder en kamp, og er flere end modstandere, vil modstanderne automatisk flygte. 
Tomb Kings hæren bliver kun holdt sammen af ældgammel magi og læder, derfor kan de være ekstra skrøbelige. Hvis de taber en kamp til en modstander, vil modstanderen let for overhånd, og dræbe dobbelt så mange skelleter som originalt var døde. Hvis Tomb kingsne standard er indenfor 12 tommer, vil dette dog blive 1 tab mindre.
Tomb Kings pile er velsignede af selveste slange guden, og er i stand til at skyde, uden nogen form for tab i sigtbarhed, om end modstanderen er langt væk, tæt på, i dækning eller på åben mark.

## Tomb Kings hæren
Historiske generaler og hærførere
Tomb King Settra the Imperishable 
High Queen Khalida Neferher
Generaler og hærførere
Tomb King *(Kan vælge at ride på Chariot, hestevogn.) 
Tomb Prince *(Kan vælge at ride på Chariot, hestevogn.)
Icon Bearer *(Kan vælge at ride på Chariot, hestevogn.)*(Kan vælge at ride på skelethest)
Liche High Priest *(Kan vælge at tage en Casket of Souls med i kampen.) *(Kan vælge at ride på skelethest)
Liche Priest *(Kan vælge at ride på skelethest)
Core Units
Skeleton Warriors*(Kan vælge at blive udrustet med bue, spyd, skjold eller ekstra håndvåben)
Skeleton Light Horsemen*(Kan vælge at blive udrustet med bue eller håndvåben) 
Skeleton Heavy Hotsemen *(Kan vælge at blive udrustet med spyd, skjold eller ekstra håndvåben)
Chariots *(Denne unit tæller kun som Core Unit hvis hæren bliver ledet af en Tomb King. Hvis ledt af en Tomb Prince, tæller den som Special unit.
Special Unit
Tomb Guard
Ushabti
Carrion 
Tomb Scorpion
Rare Units
Screaming Skull Catapult *(Kan udstyres med Skulls of the foe, fjendens kranier.)
Bone Giant